# Orange Glow
Orange Glow is een Nederlandse indie band, rond songwriter en zanger-gitarist Eric Hoogeweg.

## Geschiedenis
Orange Glow ontstond in 2003 in Meppel, voortgekomen uit de oorspronkelijk Meppeler formatie Shades of Grey, waarin drummer Jan Hoogeweg samen met keyboardspeler André Wittenveen speelde. Na het uiteengaan besloten zij Dick Kroes te vragen als bassist. Later kwam songwriter en zanger-gitarist Eric Hoogeweg erbij. In 2004 verscheen de eerste single van de band (Sunken) in eigen beheer. Hiermee verdienden ze een platencontract bij My First Sony Weismuller Records.
In 2005 stapte Wittenveen uit de groep, waarna de band als trio verder ging. In 2007 werkte de band aan de opname van het debuutalbum met producer Corno Zwetsloot. Dit album, The magic tale of flying kite in the animal kingdom, vol sprookjesachtige indiepop verscheen in 2008. De plaat kreeg veel positieve kritieken en werd gevolgd door een uitgebreide tour. In 2009 verlieten Dick Kroes en Jan Hoogeweg de band en werkte Eric Hoogeweg verder aan nieuw materiaal. In 2011 verscheen een experimenteel tussendoortje in de vorm van de single Drones.
Gedurende vijf jaar werkte Hoogeweg aan de nieuwe muziek en opnamen, waarbij hij gebruikmaakte van verschillende sessiemuzikanten. In 2014 verscheen het album Down to earth, dat qua geluid meer opschoof naar indierock en postpunk. Dit album werd opnieuw opgenomen door Corno Zwetsloot en uitgebracht door My First Sony Weismuller. Voor de opnames en optredens werd de band uitgebreid met bassist Titus Rudolphy en drummer Marc Fien. Dit trio ging ook aan de slag voor het derde album, Have a safe trip, dear (2018), een echte bandplaat waarop de muziek verder evolueerde tot psychedelische postrock met elementen van krautrock. 
Voor 2022 is een nieuw album aangekondigd waarop de meer intieme indiepop weer meer centraal staat.

## Discografie

### Albums
- The magic tale of flying kite in the animal kingdom (2008, My First Sony Weismuller Records)
- Down to earth (2014, My First Sony Weismuller Records)
- Have a safe trip, dear (2018)

### Singles
- Sunken (2004, eigen beheer)
- Heftklammern (2011, eigen beheer)